# Ferret (localité)
Pour les articles homonymes, voir Ferret.
Ferret est un hameau de montagne de Suisse situé sur la commune d'Orsières, dans le canton du Valais, dans le haut du val Ferret auquel il a donné son nom.

## Géographie
Situé à 1 700 mètres d'altitude, le hameau est dominé par La Tsavre (2 977 mètres) à l'est, la Dotse (2 491 mètres) au sud et le crêtet de la Gouille (2 083 mètres) à l'ouest au-delà duquel s'élèvent le mont Dolent (3 819 mètres), le Tour Noir (3 838 mètres) et l'aiguille de l'A Neuve (3 752 mètres), sommets du massif du Mont-Blanc.
Le lieu est accessible par la route qui se termine juste après, au hameau des Ars Dessous, et à pied par plusieurs sentiers de randonnée dont certains constituent le Tour du Mont-Blanc.